# گاوزورث
گاوزورث (به انگلیسی: Gawsworth) یک روستا و محله مدنی در بریتانیا است که در چشر شرقی واقع شده‌است. گاوزورث ۱٬۷۰۵ نفر جمعیت دارد.